# 无柄石笔木
无柄石笔木（学名：Tutcheria subsessiliflora）为山茶科石笔木属下的一个种。

## 扩展阅读
維基物種上的相關：无柄石笔木